# Abația Valmont
Abația Notre-Dame-du-Pré de Valmont, inițial denumită Sainte-Marie de Valmont, este o abație benedictină situată în comuna Valmont în Seine-Maritime.
Capela abațială, precum și ruinele altor părți ale abațialei au făcut fost clasificate ca monumente istorice în 1951.
Fațadele și acoperișurile clădirilor mănăstirii fost clasificate ca monumente istorice în 1965.

## Istorie

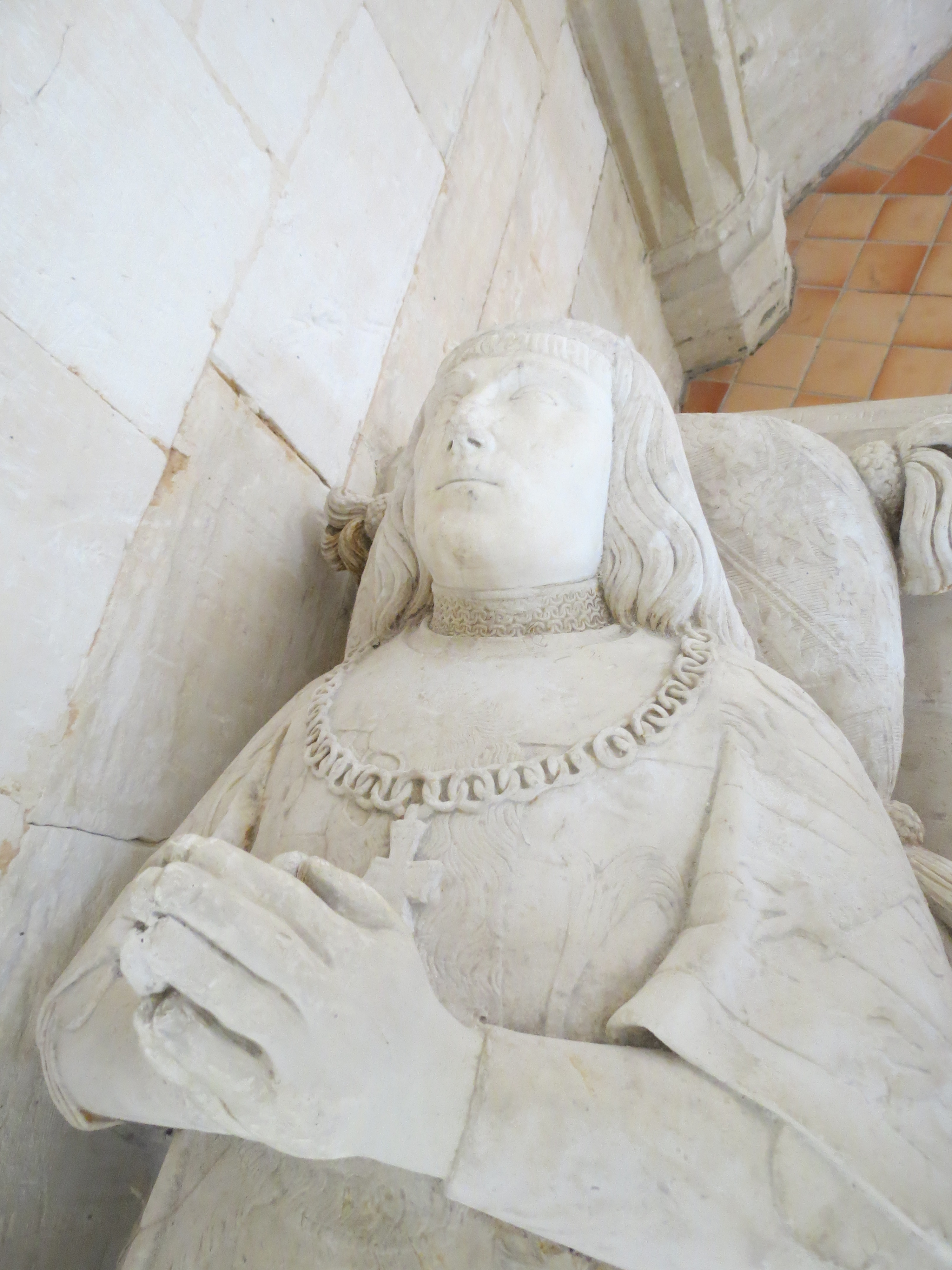
Gisant al lui Nicolas d'Estouteville, fondator al abației.

Abația Sfânta Maria a fost fondată de Nicolas d'Estouteville în 1169; a fost încredințată benedictinilor detașați de la abația din Hambye. 
Abația din Valmont nu a avut niciodată mai mult de douăzeci și cinci de călugări. În numeroase rânduri distrusă și reconstruită, biserica abațială nu a fost cu adevărat încheiată decât în secolul al XVI-lea. Contesa Marie II de Saint-Pol a fost înhumată în abație.
Clădirile mănăstirești au fost edificate din 1676 până în 1682, la porunca lui Louis de La Fayette (1634-1729), abate care deținea uzufructul abației și care a încercat să introducă în 1680 reforma lui Saint-Maur. În final reformată în 1754 de către mauriști, ea a cunoscut o perioadă de reconstrucție în a doua jumătate a secolului al XVIII-lea.
A fost dizolvată sub Revoluție, călugării au fost împrăștiați în 1789, iar clădirile au fost vândute  în 1791 ca bunuri naționale și achiziționate de către particulari.
În secolul al XIX-lea pictorul Eugène Delacroix venea adesea să se odihnească la domeniul familial din Valmont și s-a inspirat din sit pentru un desen, Ruines de l'abbaye de Valmont (în română, Ruinele abației din Valmont), astăzi conservat la Muzeul Luvru.
Abația și-a regăsit vocația inițială în 1994, primind benedictini de la Notre-Dame-du-Pré din Lisieux. 
Noua biserică abațială a primit hramul în 2004.

## Arhitectură
Capela axială a abațialei (secolul al XVI-lea), dedicată Fecioarei Maria, actualmente singura supraviețuitoare a importantei biserici, a cărei navă s-a prăbușit în 1730, constituie minunea artistică a sitului, în întregime de stil Renaissance. Este mai cunoscută sub denumirea de Capela Orei Șase, făcându-se aluzie la ora la care călugării ascultau prima slujbă a zilei. Aici se află morminte, gisante și dale funerare (din secolul al XV-lea și al XVI-lea) ale nobililor feudali d'Estouteville și ale soțiilor lor. Bolta are un desen armonios și o structură savantă: nervurile, foarte proeminente, se sprijină de o cheie circulară scobită în cupolă. Vitraliile, datate din 1552, expun viața Fecioarei Maria, iar deasupra altarului, o Bună Vestire atribuită lui Germain Pilon.
Din abațiala propriu-zisă, nu subzistă decât ruinele corului construit în 1520. Format din patru travee drepte, el se termină printr-un rond cu cinci fețe, dând spre o galerie de trecere între cor și absidă, unde se deschide Capela Orei Șase. Marile arcade rotunde se sprijină pe stâlpi monocilindrici și sunt surmontate de o galerie de colonete ionice, formând triforiul. Totul este de un stil Renaissance foarte pur. Această elegantă aranjare arhitecturală a fost comandată de către Jehan Ribaud, fost abate la Abația Notre-Dame du Bec, care a condus Valmont în 1517. El a restaurat abația în stilul la modă și poate a utilizat la construirea abației lucrători italieni care lucrau în epocă la castelul de la Gaillon și la Abația Sfânta Treime din Fécamp.
Muzeul Departamental de Antichități din Rouen păstrează vitralii din secolul al XVI-lea provenite de la abație.

## Listă a abaților
- Vincent Antebert
- Nicolas de Cumelier -1301
- Robert de Sotteville prin 1419
- Richard Gascoin -1454
- Simon Panchevoût -1479

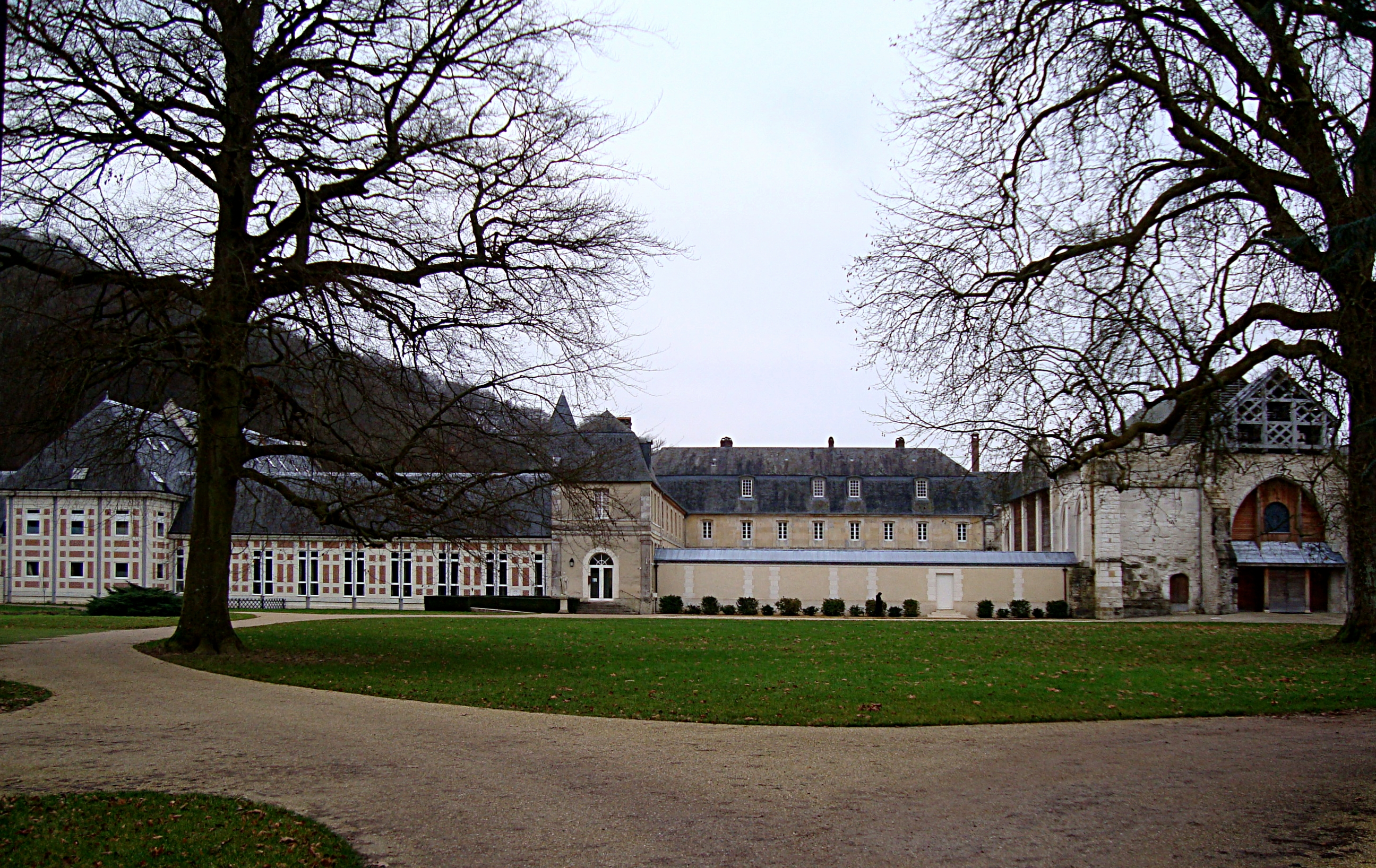
Vedere generală a abației

- Jean Ribault. A întreprins după 1515 reconstrucția clădirilor mănăstirești și restaurarea bisericii abațiale.
- Charles de Bourbon, cardinal.
- Louis de la Fayette. A introdus, în 1680, Reforma lui Saint-Maur.
- Henri-Constance de Lort de Sérignan de Valras 1730-, episcop de Mâcon (1732-1763).